# Книга пророка Ісаї

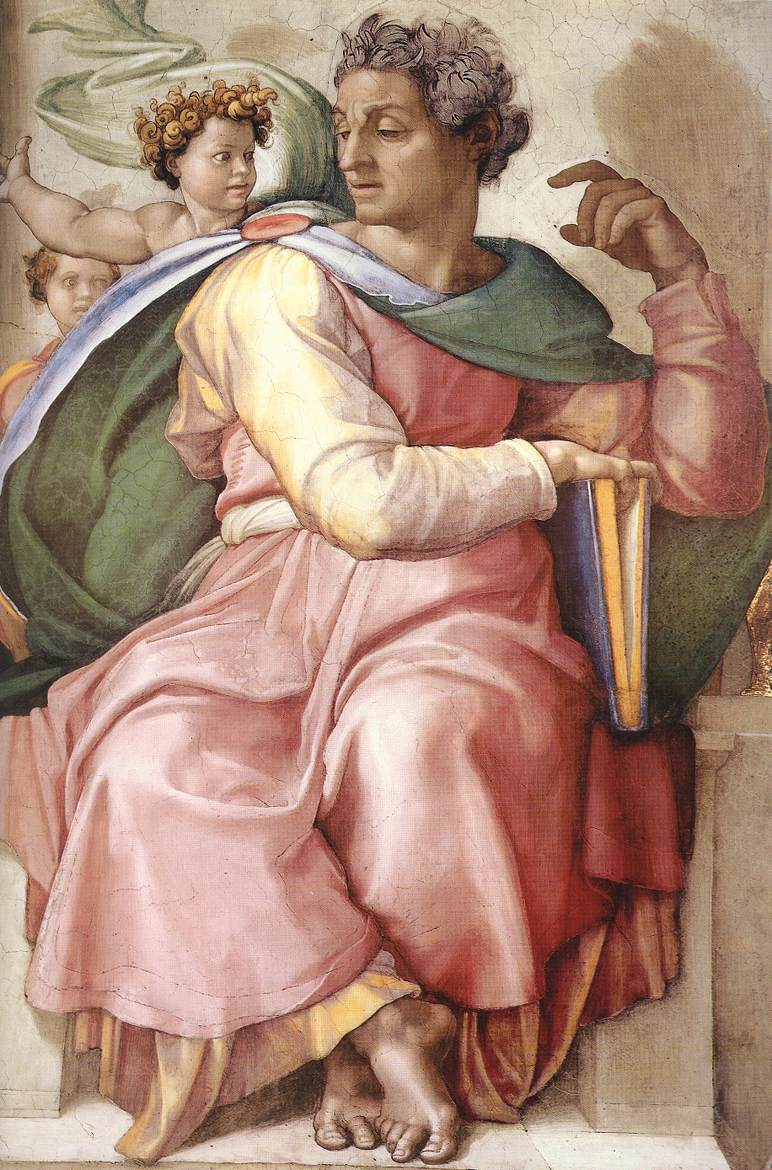
Святий Ісая, Мікеланджело, Стеля Сикстинської капели

Кни́га проро́ка Іса́ї — книга Старого Завіту Біблії, частини Пророки та Танаху. У книзі йдеться про депортацію євреїв у Вавилон і повернення народу та відновлення Єрусалимського храму за наказом великого царя ахеменідів — Кира II, наведені пророцтва та проповідування пророка, розважання і утішання народів.

## Автори та періоди написання
Книга пророка Ісаї складається з двох принципово різних частин. Перша (Прото-Ісая), яка охоплює розділи 1-39, походить з періоду перед вавилонською неволею і в головних рисах відзеркалює діяльність пророка Ісаї. Друга частина, тобто решта розділів (40-66) постала пізніше. Розділи 40-55, це твір анонімного автора, який разом з іншими земляками жив у неволі. Цей автор за браком іншого, носить ім'я Девтеро-Ісаї (Другого Ісаї). Наступні розділи, 56-66 приписуються одному, або багатьом іншими авторам, що жили в межах Єрусалиму вже після повернення з неволі. Автора (авторів) цієї частини книги називають Тріто-Ісаєю, або Третім Ісаєю. Тобто Книга пророка Ісаї є твором не однієї людини, а радше книгозбірнею. У ній знаходимо не лише автентичні свідоцтва Ісаєвого проповідування, але й свідоцтва тих його учнів і ентузіастів, які упродовж десятків років, а то й кількох століть поглиблювали і пояснювали послання свого учителя-пророка з VIII ст. до н. е.[джерело?]

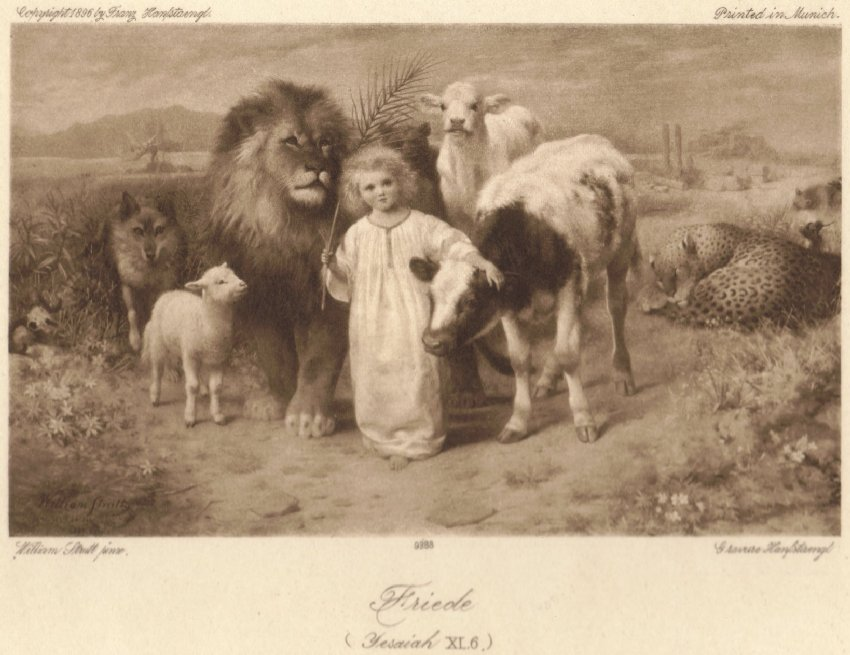

## Навчання та Пророцтва
- Про майбутнє суспільства: «І мечі свої перекують вони на лемеші, а списи свої на серпи. Не підійме меча народ проти народу, і більше не будуть навчатись війни!». (Іс. 2:4)
- Ісая викриває лицемірство, коли людина шанує Бога мовою, але не серцем: «І промовив Господь: За те, що народ цей устами своїми наближується, і губами своїми шанує Мене, але серце своє віддалив він від Мене, а страх їхній до Мене заучена заповідь людська,» (Іс. 29:13)
- Ісая заперечує можливість зображення Бога. «І до кого вподобите Бога, і подобу яку ви поставите поруч із Ним?» (Іс. 40:18) і заперечує можливість осягнення Бога. «Хто Господнього Духа збагнув, і де та людина, що ради свої подавала Йому?» (Іс. 40:13)
- Ісая відстоює ідею про те, що кожен народ гідний влади, яка над ним, називаючи перського царя Кіра помазаником Господа (Іс. 45:1).
- Ісайя відстоює ідею долі. «..бо Ти чудо вчинив, виконав давні приречення, певную правду» (Іс. 25:1), і підкреслює, що доля кожної людини залежить від її покори Богові та слідуванні за Божим баченням на життя: "Як захочете ви та послухаєтесь, то будете добра землі споживати. А коли ви відмовитеся й неслухняними будете, меч пожере вас, бо уста Господні сказали оце! " (Іс. 1:19-20).
- Ісая засуджував юдеїв за беззаконня і пророкував їм, що більша частина їх буде відкинена Богом, і їх місце займуть язичницькі народи які увірували . «..і прийдуть асирійці до єгиптян, а єгиптяни до асирійців, і будуть служити єгиптяни з асирійцями Господеві.» (Іс. 19:23).
- Ось Дамаск вилучається з міст, і стається, як купа руїн. (Іс. 17:1)
- Саме Ісаї належить опис бачення Нового Єрусалиму — символу прийдешнього Царства Божого.
- В очах християн особливу цінність представляють множинні пророцтва Ісаї про майбутнього Месію, включаючи знамените пророцтво про його народження: «Тому Господь Сам дасть вам знака: Ось Діва в утробі зачне, і Сина породить, і назвеш ім'я Йому: Еммануїл.» (Іс. 7:14), «Бо Дитя народилося нам, даний нам Син, і влада на раменах Його, і кликнуть ім'я Йому: Дивний Порадник, Бог сильний, Отець вічности, Князь миру». (Іс. 9:5).

## Розділи

### Прото-Ісая
Діяльність пророка Ісаї розпочалася у рік смерті царя Уззії і сходження на престол його сина Йотама (бл. 740 р. до н. е.). Це був час гаразду й великого розквіту Юдейської держави, однак позначився періодом значної соціальної нерівності. Зі вступом на престол молодого царя Ахаза політична ситуація небезпечно ускладнилася. Ассирійська держава почала підкорення Сходу. Після завершення підкорення Сходу почалася експансія ассирійців на Захід. Держави Сиро-Палестини утворили коаліцію протистояння ассирійцям, яку не підтримала Юдейська держава. Коаліція тоді почала військові дії проти Юдеї з розрахунком поставити іншого царя, прихильного до коаліції. Це була Сиро-ефраїмська війна 733—732 р. до н. е. У той драматичний час Ісая заохочував царя Ахаза опертися вимогам коаліції, водночас рішуче відраджував шукати допомоги в Ассирії. Проте Ахаз не послухався Ісаю, та звернувся до Ассирії, яка охоче допомогла йому, але водночас і позбавила незалежності. З того часу походять ряд пророцтв Ісаї, що містяться у розділах 7-11. Серед них славнозвісне пророцтво про Еммануїла (Іс. 7:10-17), вироки Дамаску (Іс. 17:1-6) і Самарії (Іс. 28:1-4), які об'єдналися проти Єрусалиму. Після невдалих спроб вплинути на політику Ахаза, Ісая припинив публічну діяльність на 20 років. За цей час відбулося остаточне падіння Північного царства та вступ на престол сина Ахазії — Єзекії (728 р. до н. е). Новий цар Юдеї, Єзекія зайнявся релігійною реформою, укріпленням Єрусалима, та регулярним сплачуванням данини Ассирії. Ісая повертається на сцену спостерігаючи з великим неспокоєм за формуванням філоєгипетського табору, що готувався виступити проти Ассирії. Єзекія спробував звільнитися від ассирійців, однак невдало. Ісая закликає невтомно покладатися на Бога. Ассирійський цар Санхериб після невдалого виступу Єзекії спустошив Юдею й взявши великий викуп, почав облогу Єрусалима. Ісая не переставав підтримувати в дусі Єзекію, запевняючи, що Бог подасть спасіння. І дійсно Санхериб несподівано припинив облогу. Пророк побачив у цій події спасенну дію Бога. Близько 701 року Ісая закінчив свою діяльність. За переданням він прийняв мученицьку смерть за царя Манасії (2 Цар. 21:16).
- Перша частина Книги ще має назву Книга Еммануїла і охоплює перші 12 розділів.
- Наступні 11 розділів (13-23) містять вироки народам, з якими вибраний народ стикнувся за час своєї історії
- Чотири розділи 24-27, це Апокаліпсис Ісаї. Урочисто змальований загальний суд над світом та встановлення Царства Божого.
- Розділи 28-35 містять пророцтва з часів кризи 701 р. до н. е., т. зв. Малий Апокаліпсис. Пророк звертає вістря своїх пророкувань проти Самарії та її мешканців, потім переходить до провіщення лих які впадуть на Єрусалим, названий тут Аріелем. Окрім лих пророк провіщає також спасіння Єрусалиму.
- Заключна частина Книги (розділи 36-39) має історичний додаток який є і у 2 Цар. 18:13-20 і закінчується повідомленням про царів які прибули до царя Єзекії з Вавилону.

### Девтеро-Ісая
Через 200 років після закінчення діяльності пророк Ісаї голос Божий знову дав себе почути в устах учня Ісаї, відомого під іменем Девтеро-Ісаї. Його діяльність відбувалась в період між завоюванням Єрусалиму Навуходоносором (587 р. до н. е) та захоплення Вавилону Киром у 539 р. до н. е. Пророк вже звертається не до мешканців Єрусалиму, а до тих хто живе у Вавилоні. Не занедбуючи проповідь Божої справедливості і суду пророк сповіщає спасіння, що вже наближається. Так у пророчому послання з'являється Кир — як пророцтво кари на безбожний Вавилон. Далі думка пророка повертається до вірності Бога, до повернення з неволі, до ідеї морального очищення народу й поширення Божих добродійств на всі народи. Особливе місце у Девтеро-Ісаї приділене так звані пісні Слуги Ягве, в якій змальовано постать Месії у спосіб досі нечуваний — Месія не буде Месією земної слави й могутності, а Месією страждання та приниження (Іс. 42:1-9, Іс. 49:1-9).
- Розділи 40-49. Текст містить низку промов вкладених у вуста Бога. Близьке визволення народу. Могутність Бога. Це Він кличе Кира, який є на службі Його одвічних задумів. Він управляє народами. Внаслідок очевидності аргументів, народ визнає свої гріхи і приймає як належне Божу кару. Цей Бог, який є Господом історії, покликає і поган, щоби вони сповнювали свою місію в історії спасіння.
- Розділи 49-55. Промови пророка сконцентровані на Сіоні-Єрусалимі, та провіщають оновлення. Пророк звертається до тих, що знають Закон і дотримуються справедливості. Спочатку засмучені, вони стануть не тільки проводирями братів, але й світлом світу і союзом для багатьох. Ті, що протиставляться Богові і пророкові — будуть відкинуті. А для вірних пророк наново сповіщає спасіння. Підставою віри є те, що Бог вже звершив і що ще настане.

### Тріто-Ісая
Третя частина книги (розділи 56 −66) постала після повернення з неволі, вже на території Палестини. Ці розділи цілковито відхиляються від історико-географічного контексту Девтеро-Ісаї. Єрусалимська спільнота, яка переважно складалася з репатріантів переживала кризу. Палко очікувана щаслива зміна становища поверненців не наставала. Минув перший ентузіазм, натомість повернулися старі небезпеки, які наново почали загрожувати народові: ідолопоклонство, незгоди у єрусалимській спільноті. Анонімний автор(и) Тріто-Ісаї діяв бл. 450 р. до н. е.
- Розділи 56-59. Тріто-Ісая розпочинається коротким переліком тем, які будуть розвинуті далі. Шквальна критика проти нечесних провідників та виявів ідолопоклонства. Ті, що покладаються на правдивого Бога будуть потішені. Злі не матимуть миру. Спасуться ті, що служитимуть Богу і ближньому.
- Розділи 60-62. Майбутня слава Єрусалиму, до якого будуть йти всі народи, що шукають спасіння. Пророк передвіщає щасливі зміни. Опис місії пророка.
- Розділи 60-62. Молитва за народ. Нова велич Соломонового храму, створення нового неба і землі (Іс. 65:13-25). Це стане можливим, оскільки Бог знову оселиться серед свого народу.